# 富寧縣 (越南)
富宁縣（越南语：／）是越南广南省下辖的一个县。面积251.47平方千米，人口95920人。

## 地理
富宁县北接升平縣，南接北茶眉县，东接三岐市，东南接成山县，西接仙福县。

## 历史
2005年1月5日，三岐市社三泰社析置三大社；三岐市以三岭社、三泰社、三民社、三坛社、三安社、三禄社、三荣社、三城社、三福社、三大社10社析置富宁县。
2009年12月21日，三荣社析置富盛市镇。
2024年10月24日，越南国会常务委员会通过决议，自2025年1月1日起，三荣社并入富盛市镇。

## 行政区划
富宁县下辖1市镇9社，县莅富盛市镇。
- 富盛市镇（Thị trấn Phú Thịnh）
- 三安社（Xã Tam An）
- 三大社（Xã Tam Đại）
- 三民社（Xã Tam Dân）
- 三檀社（Xã Tam Đàn）
- 三岭社（Xã Tam Lãnh）
- 三禄社（Xã Tam Lộc）
- 三福社（Xã Tam Phước）
- 三泰社（Xã Tam Thái）
- 三城社（Xã Tam Thành）

## 经济
富宁县经济以农业为主。